# 綾瀬麻理
綾瀬 麻理（あやせ まり、1980年12月12日 - ）は日本の元ヌードモデル。1990年代後半-2000年代前半に活躍した。

## 来歴・人物
身長158cm、B88cm、W56cm、H86cm、血液型AB。
豊満な乳房に日焼けした褐色の肌と黒く美しく輝く陰毛の完全なバランスの良さから人気が高く「褐色の女神」と形容された。
「綾瀬真理」「綾瀬麻里」という表記もあった。大半の雑誌では「綾瀬麻理」で出ているため、ここでも表記は「綾瀬麻理」としている。

## 写真集
- らびっと裸美人-U.S.Playboy's eye（2002年2月、KIM MIZUNO撮影、メディアックス）- 草凪純や夢野まりあなどとのオムニバス形式
- 性奴隷売買（オムニバス形式）

## 写真掲載誌
- デラべっぴん 99/8
- デラべっぴん 00/3
- PENTHOUSE SPECIAL
- URECCO 160 99/10
- URECCO 164 00/2
- URECCO 177 01/3